# Tom Sawyer (pel·lícula de 1917)
Tom Sawyer és una pel·lícula muda produïda per Jesse L. Lasky, dirigida per William Desmond Taylor i interpretada per Jack Pickford i Clara Horton, entre d'altres. Basada en la clàssica novel·la de Mark Twain, es va estrenar el 10 de desembre del 1917. Es va rodar a Hannibal (Missouri), poble en el qual Twain va passar la seva infantesa i que li va servir d'inspiració per a la creació de St. Petersburg.

## Argument
Tom Wawyer és un noi entremaliat que viu a St. Petersburg, Missouri, a la vora del Mississipi. Allà viu a casa de la seva tieta Polly i els seus amics són en Huckleberry Finn i Joe Harper. Als tres els encanta viure lliures i salvatges. Al poble ha arribat una nova família i Tom està enamorat de la filla, Becky Thatcher. A l'escola, l'entremaliat Tom fa de les trapelleries una pràctica habitual, però no li importa sempre que el castic el deixi al costat de Becky. Després de ser acusat injustament d'una trapelleria del seu germà Sid, Tom s'escapa amb Huck i Joe. Disfressats de pirates, el trio agafa un bot y navega pel Mississippí fins a una illa deserta on decideixen quedar-se a viure amb les seves pròpies regles jugant, pescant i fumant. Mentrestant al poble, al notar la desaparició dels nois inicien la recerca i fins i tot, creient que potser s'han negat al riu disparen canons per fer surar els cadàvers. Tot és en va. El temps que ha passat fa que els nois tinguin nostàlgia per les seves famílies i decideixen fer una expedició a veure com està la gent. Allà, Tom veu per la finestra plorar a la seva tieta i s'assabenta que ells han estat declarats morts i que es prepara un funeral. Els nois decideixen participar-hi i quan a l'església tots ploren i canten un himne apareixen els tres nois cantant-lo també. La tieta Polly i Becky abracen Tom i el poble queda tan alleujat que no els castiguen per la seva malifeta.

## Repartiment
- Jack Pickford (Tom Sawyer)
- Robert Gordon (Huckleberry Finn)
- Helen Gilmore (vídua Douglas)
- Clara Horton (Becky Thatcher)
- Edythe Chapman (tieta Polly)
- Antrim Short (Joe Harper)
- George Hackathorne (Sid Sawyer)
- Carl Goetz (Alfred Temple)
- Olive Thomas (membre del cor, no acreditada)